# 吹牛 (撲克遊戲)
吹牛（又称撒謊，粵語又稱大話啤、大話牌），是一種撲克牌遊戲，類似「骰子吹牛」。在遊戲中，玩家的目的是先打完手上全部牌。通常情況下，該遊戲應由至少三人進行。該遊戲基本上被歸類於派對遊戲，並且是一種在進行中需要一直使用騙術的遊戲。

## 游戏规则
游戏通常使用标准的52张扑克牌，不含鬼牌。洗过牌后，把52張扑克牌全發給所有玩家。第一位出牌的人一般是發牌的人，并且游戏出牌的顺序与玩家被发牌的先后一致。當一個玩家蒐集到四張一樣數字的牌，翻開後，可放到桌子的一角，稱「弃牌堆」。
桌子中央是「出牌堆」，在游戏开始时是清空的。游戏的目标是最先打完手上全部的牌。第一位玩家需要打出一至三張牌，背面向上，覆蓋在桌上，並告诉全部玩家所出的是甚麼牌，例如「一張Q」。出牌的玩家可以說謊，即說出的數字和真正出牌的數字不一樣，比如喊出「兩張A」，出的卻是「兩張K」。其他玩家可以相信，也可以质疑出牌者在說謊，並把該玩家所出的所有牌翻過來看，任何一個玩家都可以揭發。
如果出牌人真的說謊，出牌人就要拿走他所出的牌以及「出牌堆」中的全部扑克牌，並由揭发者開始出牌。出牌人必須全部「講真的」，比如他說「兩張A」，出的卻是「一張A與一張K」，那也是說謊。如果出牌人沒有說謊，「出牌堆」中的整疊牌就要給予揭发者，並由出牌人開始出牌。
如果沒有人質疑，則由下一位玩家开始出同樣數字的牌（不一定要跟上家同樣張數的牌）、（可選擇pass），直到有人吹牛被揭發或是所有人都pass為止（若所有人都pass則由最後一位出牌者開始新的出牌，不需照前一回合喊的數字。而前一回合的牌則被放到棄牌堆）。
最後一次出牌的時候，還有可能被其他玩家揭發，如果出的為假牌，又得把出牌堆中的所有牌收回。

### 特殊玩法
- 有些玩法不允許pass

- 有些玩法若所有人都喊pass則由第一個喊pass的人開始

- 有些玩法當所有人都pass時牌繼續放於「出牌堆」

- 有些玩法中由第一个被發牌的玩家，或者是拥有一张特定牌（如黑桃A）的玩家，或者上局的勝者開始出牌。

- 有些玩法會將鬼牌加入作為萬用牌，或者將一张特定牌（如黑桃A）作為萬用牌。

- 有些玩法規定只有下一位出牌者可以揭發，其他人不允許。

- 有些玩法規定蒐集到四張一樣數字的牌，亦不可捨去；或者是由玩家自行決定，可以捨去，也可以不捨去。

- 有些玩法使用兩副甚至多副扑克牌以增加難度。

- 有些玩法，最後一次出三張或三張以下的牌時，就不得揭發了。

- 有些玩法規定不可任意出牌，游戏中每一回合玩家要求打出的扑克牌的顺序为第一回合是A，第二回合是2……一直到K。若打完K则从A重新开始。

- 有些玩法規定發牌者或者上一局的勝者，在新局中可以喊「過」（Pass）一到數次。

- 有些玩法只分黑桃（♠）、紅心（♥）、磚塊（♦）、梅花（♣）等四種花色，如發牌者出牌為黑桃一到數張，下一個人則跟進為黑桃數張，由於一種花色有十三張牌，不容易揭發出假牌者，此種玩法相當刺激。